# Шакша (станция)
Шакша́ (баш. Шаҡша) — железнодорожная станция Башкирского региона Куйбышевской железной дороги, на историческом ходу Транссиба, в жилом районе Шакша-Южная города Уфы.
Пригородное сообщение. Грузовые операции.
В перспективе планируется как конечная станция на линии наземного метро (линии городского электропоезда).